# Музей фінської архітектури

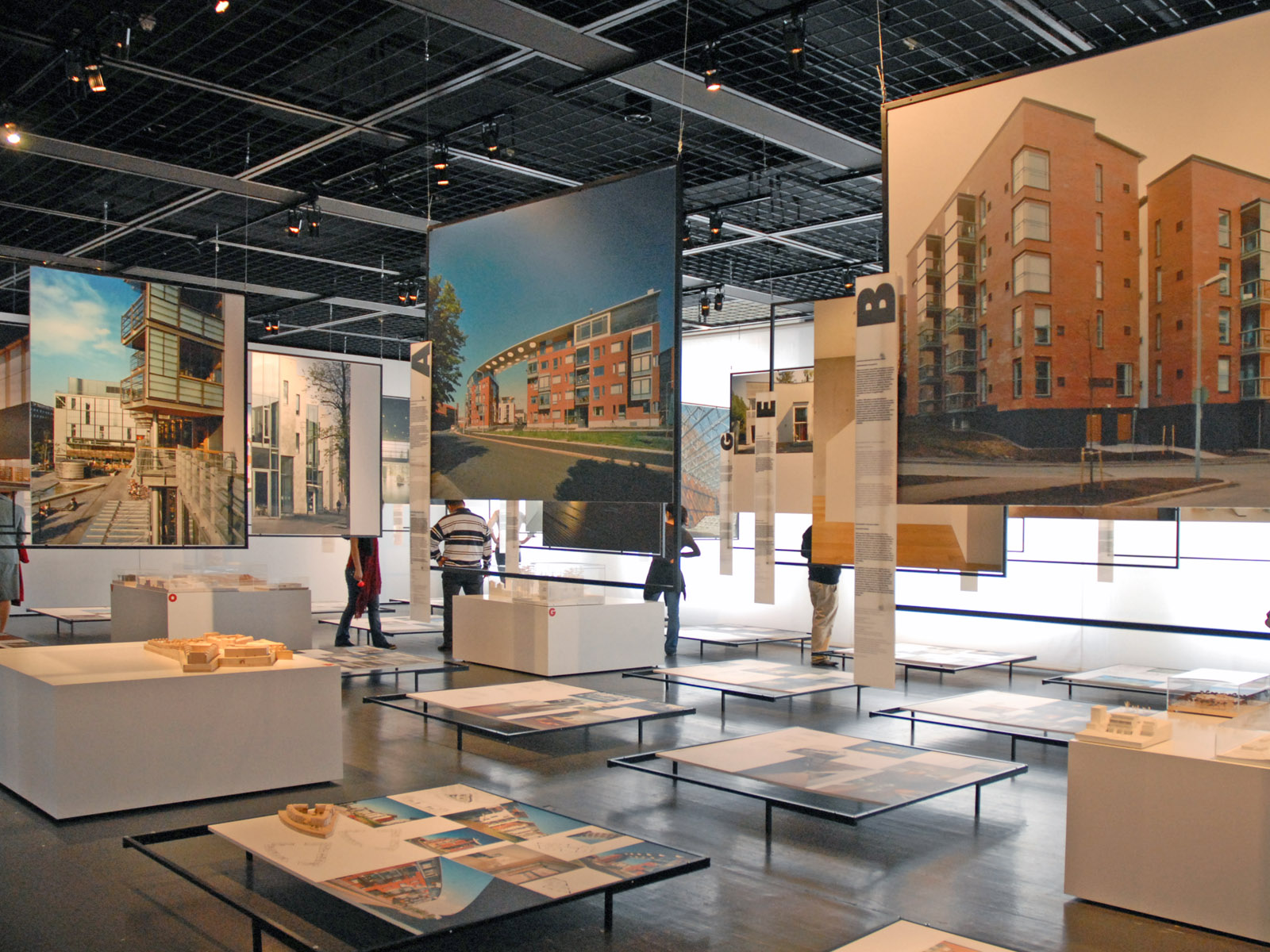
Виставковий зал

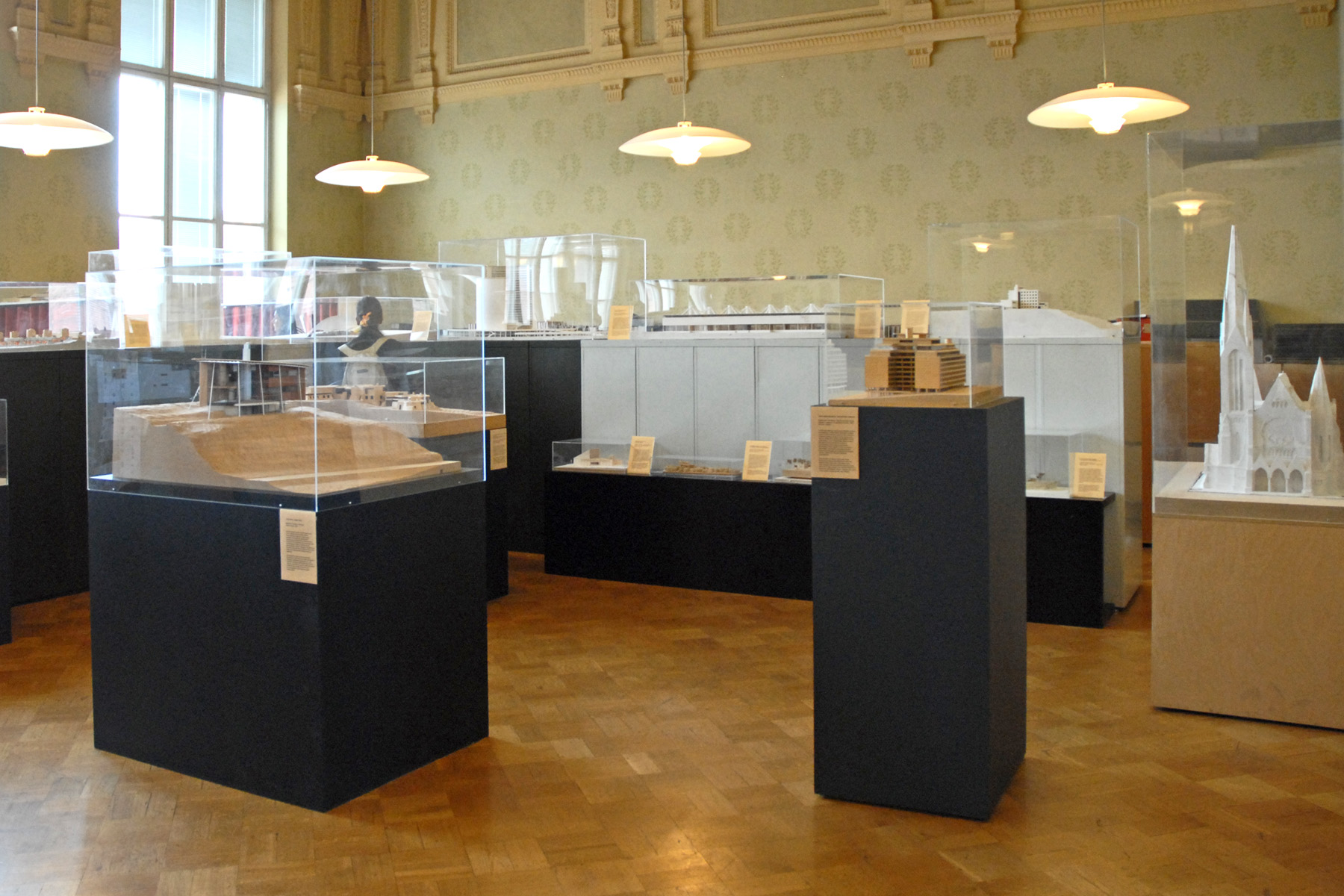
Інтер'єр музею

Музей фінської архітектури (фін. Suomen arkkitehtuurimuseo, швед. Finlands arkitekturmuseum) — музей у місті Гельсінкі (Фінляндія).

## Загальні відомості
Музей був заснований в 1956 році і є другим найстарішим у світі музеєм архітектури. Музей фінської архітектури був створений на базі фотографічної колекції фінської асоціації архітекторів (SAFA), яка була створена в 1949 році.
Музей організовує виставки у Фінляндії і за кордоном. Музей має архів і бібліотеку і надає технічні, науково-дослідні, видавничі та інформаційні послуги.
Будинок музею було спроєктовано Магнусом Шьерфбеком у стилі неоренесансу, будівництво було завершено у 1899 році. Спочатку будинок використовувався для розміщення наукових організацій і установ університету. Музей переїхав в цю будівлю у 1981 році, перед цим він був розташований в будівлі колишнього дерев'яного павільйону в Кайвопуйсто.
Музей розміщується на трьох поверхах. На першому поверсі знаходяться каси, книжковий магазин і бібліотека. На другому поверсі — тимчасові виставки, на третьому — постійна експозиція, архів та адміністрація музею.
Музей постійно організовує виставки, присвячені фінської та іноземній архітектурі. У будь-який момент часу в музеї одночасно проходять дві виставки. На виставках представлені роботи відомих архітекторів, роботи переможців архітектурних конкурсів тощо.